# DuBridge Range
Die DuBridge Range ist ein Gebirgszug in den Admiralitätsbergen im Norden des ostantarktischen Viktorialands. Die Range erstreckt sich über 32 km in südwest-nordöstlicher Richtung zwischen dem Pitkevitch-Gletscher und dem Shipley-Gletscher und endet küstennah unmittelbar westlich von Flat Island.
Der United States Geological Survey kartierte das Gebiet anhand von Luftaufnahmen der United States Navy zwischen 1960 und 1963. Das Advisory Committee on Antarctic Names benannte das Gebirge 1970 nach Lee DuBridge (1901–1994), Mitglied des National Science Board und wissenschaftlicher Berater von US-Präsident Richard Nixon von 1969 bis 1970.